# الویس گرگوری
الویس گرگوری (اسپانیایی: Elvis Gregory‎؛ زادهٔ ۱۸ مهٔ ۱۹۷۱) شمشیرباز اهل کوبا بود.
وی در مسابقات کشوری و بین‌المللی در مجموع برندهٔ ۲ مدال طلا، ۳ مدال نقره، ۳ مدال برنز شده‌است.